# Robert d'Orléans (1976)
Pour les articles homonymes, voir Robert d'Orléans.
Robert Benoît Paul Henri James Marie d'Orléans, qui porte le titre de courtoisie de comte de la Marche, né le 6 septembre 1976 à Édimbourg, est un membre de la maison d'Orléans.

## Famille
Robert d'Orléans est le fils aîné de Thibaut d'Orléans, comte de la Marche et dernier des onze enfants d'Henri d'Orléans (1908-1999), comte de Paris, et de son épouse écossaise Marion Gordon-Orr,.

## Biographie
Né à Édimbourg le 6 septembre 1976, Robert d'Orléans est baptisé en la Chapelle royale de Dreux le 7 mai 1977. Il est le filleul du comte Paul de La Panouse et de sa tante paternelle Claude d'Orléans. À partir de 1981, il grandit dans une dépendance du château de Thoiry prêtée par son parrain. En 1980, son frère cadet Louis-Philippe meurt à l'âge de huit mois et en 1983, son père, Thibaut d'Orléans meurt, lors d'une chasse en Centrafrique. Robert d'Orléans hérite alors du titre de courtoisie de comte de la Marche.
Robert d'Orléans étudie au lycée international de Saint-Germain-en-Laye puis à l'école des Roches. Il poursuit ses études en Angleterre, comme pensionnaire, au collège de Stowe. En 1996, il effectue son service militaire à Bourg Saint-Maurice au sein du 7e bataillon de chasseurs alpins. Le comte de la Marche poursuit des études de l'Asie de l'Est (East Asian Studies) de 1998 à 2002 à l'université de Sheffield en langues et en économie. Il vit ensuite deux ans à Tokyo puis travaille trois ans en Chine, à Canton, et en Birmanie, à Yangon ainsi qu'en Ouzbékistan, où il participe à l'ouverture d'écoles internationales de langues.
En 2009, le comte de la Marche décide de rénover et d'agrandir le pavillon Mancheville, hérité de sa grand-mère, situé en bordure du parc du château d’Eu. De 2012 à 2013, il est conseiller financier pour Trinity Renewables à Londres.

## Titulature
Les titres portés actuellement par les membres de la maison d’Orléans n'ont pas d’existence juridique en France et sont considérés comme des titres de courtoisie. Ils sont attribués par le chef de maison.
- 10 décembre 1976 - 23 mars 1983 : comte Robert de la Marche ;
- 23 mars 1983 - 19 juin 1999 : Robert d'Orléans, comte de la Marche ;
- Depuis le 19 juin 1999 : Son Altesse Royale le comte de la Marche.

### Sources
- Philippe de Montjouvent, Le Comte de Paris et sa descendance, Paris, Éditions du Chaney, 1998, 480 p. (ISBN 978-2913211001).
- Nicolas Énache, La descendance de Marie-Thérèse de Habsburg, Paris, Éditions L'intermédiaire des chercheurs et curieux, 1999, 795 p. (ISBN 978-2-908003-04-8).
- Patrick Van Kerrebrouck, Nouvelle Histoire généalogique de l'auguste Maison de France : La Maison de Bourbon, vol. IV, Villeneuve d'Ascq, Patrick Van Kerrebrouck, 1987, 795 p. (ISBN 978-2-9501509-1-2).
- Jacques d'Orléans avec la collaboration de Bruno Fouchereau, Les ténébreuses affaires du comte de Paris, Albin Michel, Paris, 1999  (ISBN 2-22-611081-X).
- Georges Poisson, Les Orléans, une famille en quête d'un trône, Perrin, Paris, 1999  (ISBN 2-26-201583-X).